# 沙漠玫瑰 (植物)
沙漠玫瑰別稱天寶花、富貴花、沙紅姬花、亞當花、矮性雞蛋花等等，它們屬於夾竹桃科沙漠玫瑰屬。

## 形態
沙漠玫瑰屬於小喬木，在原產地可長至2米高。沙漠玫瑰基部肥大，肉質的莖部短而粗，針形的葉互生在莖部分枝頂端，葉片正面深綠色，背面淡綠色而且比較粗糙。花期在春末至秋季，花粉紅至紅色，成傘形花序，2～10朵呈五星漏斗狀集在枝頭。

## 分佈
沙漠玫瑰來原產非洲肯尼亞、塞內加爾至中東阿拉伯一帶的沙漠地區。包括索科特拉岛。

## 種植
沙漠玫瑰原生於乾燥沙漠地帶，能耐酷熱的天氣。當氣溫太低或缺水時，沙漠玫瑰都會落葉休眠。適當的修剪能促進分枝及開花，當沙漠玫瑰的枝條長超過三十公分時便可以修剪，通常每兩年一次。沙漠玫瑰需要充足的日照，日照不足會令植株徒長，瘦弱易病，而且不易開花。但幼苗或剛換盆的植株都不宜暴曬，在乾燥酷熱的炎夏正午需稍為遮蔭（25-30%遮光）。沙漠玫瑰開花溫度為20-35℃，在熱帶地區能夠全年開花。生長最適溫度為22℃-30℃，38℃以上停止開花，能耐40℃高溫。在12℃以下會進入休眠，越冬溫度為10℃。

## 繁殖

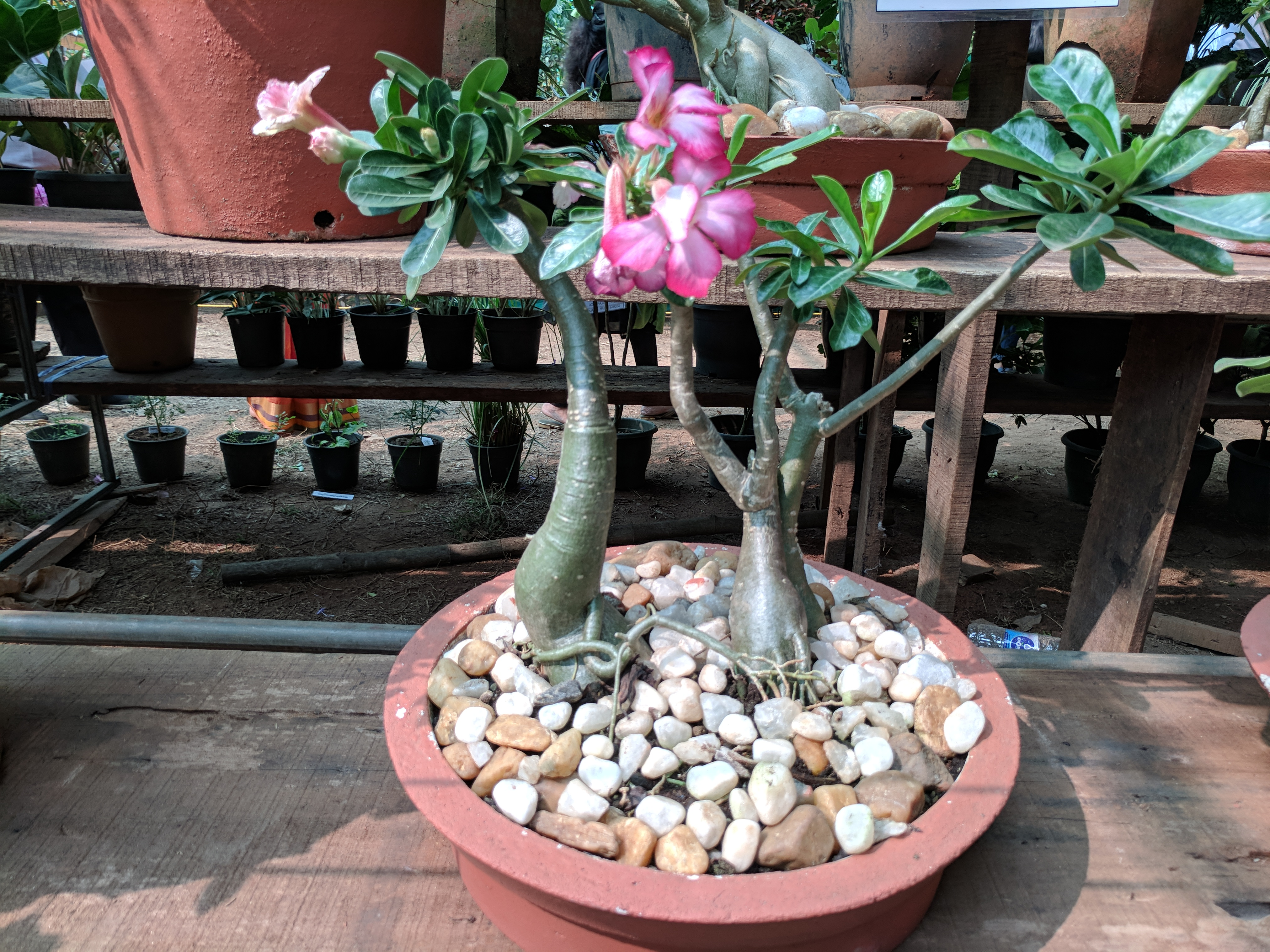

沙漠玫瑰可以利用扦插、播種、砧木嫁接或者枝條高壓。播種適合時間為春天最適合，生長也會比較快，夏天跟秋天也是可以的，但要避免冬天跟雨季播種。種子收成後要盡快播種，才能保持它的新鮮度，如果無法短時間內播種則要密封好存放於冰箱中，要播種時再拿出來，越長時間的種子發芽率會越低，存放在冰箱最好也不要超過3個月。
至於高壓法（Air-layering）宜在春季至夏季溫暖潮濕的日子進行。由於沙漠玫瑰的汁液有毒，所以進行時要戴上膠手套，並且避免汁液接觸眼睛和嘴。首先選取成熟健壯枝條，用消毒過的小刀在打算將來要折下的部位用刀環繞樹枝割一圈，傷口要割透樹皮達木質層，但不可割斷樹枝；在相隔約兩厘米處，以同方法再割出另一個圈。在兩圈之間再直割一刀，都是要透過樹皮達木質層，直割一刀作為開口，將兩圈之間的樹皮層剝下，直到露出木質層。如果皮層沒有剝盡會影響發根。之後將傷口風乾一天。待傷口風乾後，將水苔放在清水中徹底浸泡，然後將多餘水分榨乾備用。剪開一個透明的塑膠袋，大小以能夠包裏剝皮部分及水苔為合適。以幼繩將膠袋的其中一端綁在第一刀的切口下方約一至兩厘米處，然後將水苔包裹傷口，將傷口完全覆蓋。然後在第二刀的切口上方約一至兩厘米處，以幼繩將膠袋的另一端綁好，膠袋不可露出開口以免水分散失。通常二十至三十天後，切口部位會開始生根。期間發現水苔乾燥，可解開上端的幼繩，在開口處注入適當水分，重新綁好，但不可澆太多水，以膠袋底部沒有積水為準。大概再隔三十至五十日後會見到新根生長，此時可除去膠袋及水苔，剪下帶根的枝條移植。移植時先在盆底舖上碎石或陶粒作為隔水層，再在上面加入約三分之一土壤，然後盡量將長出來的根向四方八面伸展平鋪在盆內，加入其餘泥土，並放在明亮處，待三至七日後傷口癒合才可以澆水。而放置的位置應避開炎夏強烈的陽光，或在炎夏的午間加上遮蔭網，不應讓盆土過乾，亦不應施肥，直到幼株開始出新葉後才可作正常管理。

## 毒性
沙漠玫瑰全株均有毒。當沙漠玫瑰受傷的時候，傷口流出有毒的汁液，家畜或幼兒誤食莖葉或乳汁，會引起心跳加速、心律不整等心臟疾病。種植要避觸摸流出汁液，若雙手觸摸到要馬上用肥皂及清水沖洗，如觸及眼睛和嘴，要馬上用清水沖洗並求醫。